# Franz Geerz

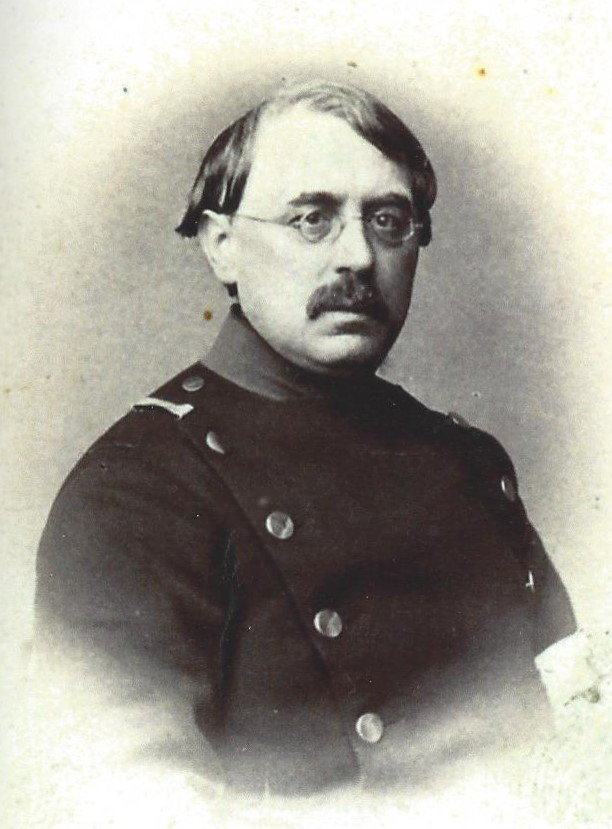
Franz Geerz

Franz Heinrich Julius Geerz (* 2. Juli 1816 in Schleswig; † 15. März 1888 in Berlin) war ein preußischer Generalmajor und Kartograf. Als Generalstabsoffizier gewann er in den beiden Kriegen um Schleswig-Holsteins Lösung von Dänemark historische Bedeutung.

## Leben
Franz Geerz war der Sohn des Mühlenbesitzers Julius Geerz († 1821) und dessen Ehefrau Elisabeth geb. Pocomandi († 1866).
Schon seit dem 5. Lebensjahr ohne Vater aufgewachsen, studierte er an der Christian-Albrechts-Universität zu Kiel und der Friedrich-Wilhelms-Universität zu Berlin Geographie,  Geognosie und Kameralwissenschaft. Seine Lehrer waren unter anderem Carl Ritter, Heinrich Wilhelm Dove, Thaddäus Eduard Gumprecht (1801–1856) und Georg Hanssen. Für kurze Zeit arbeitete er bei Heinrich Christian Schumacher an der Sternwarte Altona. Als Straßen- und Wegebauer im Herzogtum Holstein trat er am 8. November 1842 in den dänischen Staatsdienst. Bei Beginn der Schleswig-Holsteinischen Erhebung stellte er sich auf die Seite der Schleswig-Holsteiner. Er wurde am 8. April 1848 zum Oberquartiermeister der Schleswig-Holsteinischen Armee ernannt und tat sich in den drei Kriegsjahren durch seine genaue Kenntnis des Landes hervor. Zuletzt als Major diente er in den Stäben der Heerführer Friedrich von Wrangel, Hugh Halkett (Hannover), Karl von Prittwitz, Eduard von Bonin, Karl Wilhelm von Willisen und Wilhelm von der Horst. Bei der Auflösung der Schleswig-Holsteinischen Armee wurde er in das Holstein-Lauenburgische Bundeskontingent übernommen; er nahm aber bald seine Entlassung, um in preußische Dienste zu treten.
Die Preußische Armee stellte ihn am 27. September 1852 als Hauptmann ein und teilte ihn der topographischen Abteilung des Großen Generalstabes zu. Dort blieb er 31 Jahre lang. Im Jahr vor dem Deutsch-Dänischen Krieg wurde er zur Erkundung der dänischen Befestigungsanlagen entsendet. Am 19. Dezember 1863 wurde er dem Oberbefehlshaber von Wrangel zugeordnet. Bis zum Ende des Krieges diente er im Generalstab des Oberkommandos der verbündeten Preußen und Österreicher. Als Oberst war Geerz vom 16. September 1873 bis zum 23. Januar 1875 Chef der topographischen Abteilung des Großen Generalstabes. Anschließend wurde er zum Chef der kartographischen Abteilung der Landesaufnahme ernannt. Anfang Dezember 1878 erhielt Geerz Rang und Gebührnisse eines Brigadekommandeurs. Unter Verleihung des Charakters als Generalmajor wurde er am 13. Juni 1883 mit der gesetzlichen Pension zur Disposition gestellt.

„Geerz kannte jedes Dorf, jeden Sumpf, jeden Weiler in Schleswig-Holstein, sein Gedächtniß verließ ihn nie, sein Fleiß war nicht zu ermüden – er war einer der ausgezeichnetsten Männer Schleswig-Holsteins.“

## Ehrungen
- Roter Adlerorden III. Klasse (11. September 1849)
- Düppeler Sturmkreuz
- Hausorden vom Weißen Falken
- Ehrendoktor der Christian-Albrechts-Universität
- Königlicher Kronen-Orden (Preußen) II. Klasse (20. Januar 1878)
- Herzoglich Sachsen-Ernestinischer Hausorden
- Oldenburgischer Haus- und Verdienstorden des Herzogs Peter Friedrich Ludwig, für die Kartierung des Herzogtums Holstein und des Fürstentums Lübeck
- Österreichisch-kaiserlicher Leopold-Orden II. Klasse mit der Kriegsdekoration

## Nachdrucke
Das Landesvermessungsamt Schleswig-Holstein verkauft Nachdrucke von Geerz’ Kartenaufnahmen aus den Jahren 1849/50 und 1858.

## Schriften
- Geschichte der geographischen Vermessungen und der Landkarten Nordalbingiens vom Ende des 15. Jahrhunderts bis zum Jahre 1859: mit einer kritischen Übersicht aller bezüglichen geographischen, geognostischen, ethnographischen und historischen Karten und Pläne, nebst Beiträgen zur physischen ..., Perthes-Besser & Mauke, Berlin 1859, Digitalisat
- Sammlung der die Einquartierung in den Herzogthümern Schleswig-Holstein betreffenden gegenwärtig noch gültigen Verordnungen und Verfügungen, Band 1, Schwers, Kiel 1849, Digitalisat